# Escuela Técnica Superior de Ingenieros de Caminos, Canales y Puertos
Se denomina Escuela Técnica Superior de Ingenieros de Caminos, Canales y Puertos (ETSICCP) al centro docente perteneciente a una universidad donde reciben su formación los ingenieros de dicha rama.
En España, único país del mundo donde existe esta denominación académica y profesional, existían en el año 2009 (y, por tanto, con anterioridad a la implantación del Espacio Europeo de Educación Superior), las siguientes Escuelas Técnicas Superiores de Ingenieros de Caminos, Canales y Puertos (en orden de antigüedad):
- Escuela Técnica Superior de Ingenieros de Caminos, Canales y Puertos de Madrid[1] (Universidad Politécnica de Madrid), desde 1802.
- Escuela Técnica Superior de Ingenieros de Caminos, Canales y Puertos de Santander[2] (Universidad de Cantabria), desde 1963.
- Escuela Técnica Superior de Ingeniería de Caminos, Canales y Puertos de Valencia[3] (Universidad Politécnica de Valencia), desde 1968.
- Escuela Técnica Superior de Ingenieros de Caminos, Canales y Puertos de Barcelona[4] (Universidad Politécnica de Cataluña), desde 1973.
- Escuela Técnica Superior de Ingenieros de Caminos, Canales y Puertos de Granada[5] (Universidad de Granada), desde 1988.
- Escuela Técnica Superior de Ingenieros de Caminos, Canales y Puertos de La Coruña[6] (Universidad de La Coruña), desde 1991.
- Escuela Técnica Superior de Ingeniería de Caminos, Canales y Puertos de Ciudad Real[7] (Universidad de Castilla-La Mancha), desde 1998.

Además de estas Escuelas Técnicas Superiores de Ingenieros de Caminos, Canales y Puertos, otras cuatro escuelas politécnicas superiores impartían en aquel momento la titulación de Ingeniería de Caminos, Canales y Puertos y otras titulaciones oficiales. Eran las siguientes:
- Escuela Politécnica Superior de la Universidad de Burgos[8] (Universidad de Burgos) desde 1998.[9]
- Escuela Politécnica Superior de la UA[10] (Universidad de Alicante).
- Escuela Politécnica Superior de la UE (Universidad Europea de Madrid).
- Escuela Politécnica Superior de la UAX (Universidad Alfonso X el Sabio).

## A partir de 2010
A partir de la total integración de España en el Espacio Europeo de Educación Superior, en el curso 2010-11, la titulación académica y las atribuciones profesionales correspondientes a la "Ingeniería de Caminos, Canales y Puertos" se adquieren realizando el máster del mismo nombre. Para acceder a este máster es preciso haber realizado una titulación de grado que debe satisfacer determinadas condiciones.
En general, estos grados provienen de la reconversión de primeros cursos de los estudios de Ingeniería de Caminos, Canales y Puertos y de Ingeniería Técnica de Obras Públicas. Estos grados tienen diferentes denominaciones, según la universidad en la que se imparten, y tienen diferentes enfoques (según el carácter más o menos científico y generalista, o más o menos profesionalizante y de especialización). La denominación ingeniería civil forma parte del nombre de estos estudios en muchos casos, pero no en todos, lo que puede dar lugar a equívocos.
Además de las universidades indicadas anteriormente, otros centros universitarios ofrecen desde hace relativamente poco tiempo este tipo de títulos de grado, por ejemplo:
- Escuela Politécnica Superior de Algeciras (Universidad de Cádiz, Campus Bahía de Algeciras)
- Escuela Universitaria Politécnica de la UCAM[11] (Universidad Católica San Antonio)
- Escuela Universitaria Politécnica de Belmez)[12] (Universidad de Córdoba).
- Escuela Politécnica Superior de Linares[13] (Universidad de Jaén).
- Escuela de Ingenierías Industriales y Civiles de la UPGC[14] (Universidad de Las Palmas de Gran Canaria).
- Escuela Politécnica Superior de Ingeniería de la ULL[15] (Universidad de La Laguna).
- Escuela Politécnica de Mieres[16] (Universidad de Oviedo).
- Escuela Universitaria de Ingeniería Técnica Civil de la UPCT[17] (Universidad Politécnica de Cartagena).
- Escuela Técnica Superior de Ingenieros de Caminos, Canales y Puertos (Edificio Retiro)[18] (Universidad Politécnica de Madrid).
- Escuela Politécnica Superior de Lugo[19] (Universidad de Santiago de Compostela).
- Escuela Técnica Superior de Ingenieros[20] (Universidad de Sevilla).
- Escuela Universitaria Politécnica de La Almunia de Doña Godina (Universidad de Zaragoza).